# イスクル
座標: 北緯43度27分 東経24度16分 / 北緯43.450度 東経24.267度

イスクル
Искърイスクル ブルガリア内のイスクルの位置

イスクル（ブルガリア語:Искър / Iskar、発音:/ˈis.kɤr）あるいはイスカルはブルガリア北部の町、およびそれを中心とした基礎自治体。プレヴェン州に属する。イスクルの町はドナウ平原の中央にあり、イスクル川に程近く、クネジャからは18キロメートル、州都のプレヴェンからは32キロメートルである。かつてはペロヴォ（Пелово / Pelovo）と呼ばれた。
言い伝えによると、イスクルの町は17世紀のはじめに20世帯ほどの小集落としてイスクル川の近くに作られたとされる。集落はマハラタ（Махалата / Mahalata）、ゴルム・マハラ（Горум махала / Gorum Mahala）、ピサレフスカ・マハラ（Писаревска махала / Pisarevska Mahala）と呼ばれた。1829年に私立の学校が、1837年には聖ディミトリオス聖堂と神学校が建てられた。ヴァシル・レフスキは1872年に村に秘密の革命委員会を組織した。ブルガリア解放以降、1897年に新しい学校が建ち、1924年には増築された。現行の校舎は1999年に建造されたものである。

## 町村
イスクル基礎自治体（Община Искър）にはその中心であるイスクルをはじめとする、以下の町村（集落）が存在している。
| - Долни Луковит - Искър | - Писарово - Староселци |